# Insulină
Insulina este un hormon proteic, secretat de celulele beta ale pancreasului (insulele Langerhans), care are un rol esențial în metabolismul glucidelor, lipidelor și proteinelor. Insulina este principalul hormon responsabil de reglarea glicemiei, contribuind în primul rând la scăderea concentrației glucozei în sânge. Ea crește permeabilitatea membranei celulare pentru glucoză, facilitând absorbția acesteia în celule, în special în mușchi și țesutul adipos. Insulina are o acțiune antagonistă față de glucagon, hormon care crește glicemia, și stimulează sinteza glicogenului, proteinelor și acizilor grași, inhibând gluconeogeneza și lipoliza. Deficitul de insulină duce la apariția diabetului zaharat.

## Istoric
Laguesse în 1893 și Leonid V. Sobolev în 1899 au sugerat că celulele insulelor lui Langerhans (descoperite de acesta în 1869) produc o substanță care controlează metabolismul carbohidratilor.. Această substanță a fost numită "insulină" de belgianul Jean de Meyer în 1909.
În 1903 John Rennie și Thomas Fraser au încercat fără succes un tratament oral cu extras de cod (care are insulele separate de pancreasul exocrin).  În 1904 au încercat injectarea hipodermică la om, dar au renunțat datorită efectelor secundare.
În 1906 in Berlin Georg Zuelzer a aplicat metoda precipitării proteinelor din extrasul pancreatic cu alcool și a testat acest tratament pe 8 pacienți, constatând eliminarea glicozuriei și cetonuriei, dar au renunțat din nou datorita efectelor secundare.
În 1908 Ernest Scott a obținut reducerea glucozei urinare la 3 câini cu extras de pancreas tratat cu alcool.
Efectul hipoglicemiant al unui extract pancreatic injectat intravenos la câinele pancreatectomizat a fost demonstrat de Israel S. Kleiner (1915, 1919). Efectul unui extract pancreatic asupra corpilor cetonici și ureii (substante produse în diabetul zaharat dezechilibrat) a fost demonstrat de Nicolae Paulescu care, la data de 23 Iulie 1921, în cadrul Societății de Biologie, a expus descoperirea sa (Insulina) sub numele de Pancreina.(1921).
În 1921, Frederick Grant Banting și Charles H. Best au demonstrat tratamentul la om cu insulina în timp ce lucrau în laboratorul lui John J.R. Macleod la Universitatea din Toronto. Banting și Best au extras material din pancreasul câinilor. Acest material a fost folosit pentru a menține în viață câini, iar în 1922 a fost folosit cu succes pe un băiat de 14 ani cu diabet. În 1923 chimistul James B. Collip a descoperit ca purificând extractul poate preveni multe din efectele secundare. În 1923 Banting și Macleod au primit Premiul Nobel in locul lui Paulescu. Best și Collip au fost omiși, dar Banting și Macleod au împărțit banii cu ei. Insulina a fost primul hormon sintetizat complet în laborator, în 1966 de către americanul Michael Katsoyannis și cercetători chinezi.

## Structura

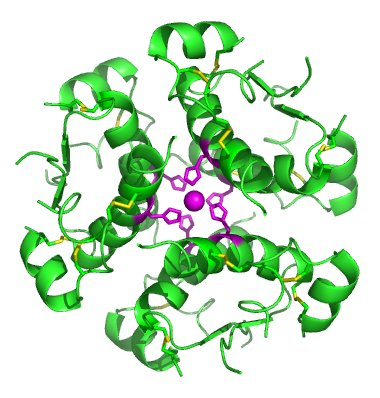
Imagine computerizată a moleculei de insulină

Insulina este un hormon, ce este compus din 2 lanțuri peptidice, formate din 20 - 30 aminoacizi, unite între ele prin 2 legături bisulfidice. Moleculele de insulină sunt asemănătoare la mamifere, astfel încât mulți bolnavi de diabet sunt tratați cu insulină extrasă de la porci. Aceste molecule tind să formeze dimeri în soluție.
Insulina este o proteină mică cu masa de 5734 daltoni și cuprinde 51 resturi aminioacidice. Este alcătuită din două lanțuri, un lanț A (cu 21 resturi aminoacidice) și unul B (cu 30 resturi aminoacidice) legate prin două punți disulfurice (A7-B7 și A20-B19); o a treia legătură disulfurică leagă restul Cys-A6 cu Cys-A11.Insulinele altor specii diferă de cea umană. Diferența cea mai mică există între insulina umană și cea de porc, acesta deosebindu-se numai prin natura restului C-terminal al lanțului B. La om este treonina, la porc alanina. Insulina de porc din care s-a detașat treonina terminală este practic lipsită de antigenicitate și este folosită în tratamentul diabetului. Prin tehnologia ADN recombinant s-a obținut insulina umană pentru uz terapeutic. Insulina formează cu ionii Zn2+ agregate, dimeri, tetrameri, hexameri. În pancreas insulina se află sub formă de hexameri. Forma activă circulantă este probabil monomerul.

## Sinteza
Insulina este sintetizată în insulele lui Langerhans, pancreas, de către celulele-beta. Sinteza acesteia cuprinde câteva etape:
1. După gena insulinei, aflată în cromozomul al 11-lea, se formează ARn-ul corespunzător;
2. după mARN-ul dat (ARN mesager), este translat un lanț peptidic, care introdus în reticulul endoplasmatic, se transformă în proinsulină;
3. după expunerea proinsulinei la unele endopeptidaze, apare forma matură a insulinei.

Insulina, ca și alte proteine secretorii, este sintetizată sub forma unui precursor, pre-pro-insulină.Segmentul N-terminal, pre, cu 23 aminoacizi, peptidul semnal hidrofob are rolul de a conduce polipeptidul născând în cisternele reticulului endoplasmatic unde este îndepărtat. Proinsulina, polipeptid cu 86 resturi aminoacidice, cuprinde lanțurile A și B ale moleculei virtuale de insulină legate prin punți disulfurice.
Capătul N-terminal al lanțului A este legat de capătul C-terminal al lanțului B prin intermediul unui peptid de legătură.
Proinsulina este transportată din reticulul endoplasmatic în aparatul Golgi unde este transformată în insulină. Prelucrarea proinsulinei are loc sub acțiunea unei endopeptidaze care rupe două legături peptidice flancate de resturi aminoacidice bazice. Rezultă trei fragmente asupra cărora acționează o carboxipeptidază care detașează resturile de arginină și lizină de la capătul C-terminal al lanțului B (din insulină) și la peptidului de legătură. Complexitatea structurală a proinsulinei este necesară stabilirii corecte a punților disulfurice din insulină. Lanțurile A și B separate nu se pot organiza spontan în molecula activă a insulinei.
Insulina, peptidul C și o cantitate mică de proinsulină sunt încorporate în granule secretorii și sunt eliberate împreună în circulație.

## Reglarea secreției
Glicemia este factorul reglator principal al secreției de insulină.Glicemia à jeun (80–100 mg/dl) este suficientă pentru a declanșa secreția de insulină.
Eliberarea insulinei crește odată cu glicemia, răspunsul maxim obținându-se la 300–500 mg/dl.
În afară de glucoză mulți alți factori influențează secreția de insulină:
- alte monozaharide ușor metabolizabile ca fructoza, manoza au efect stimulator;
- aminoacizii, în special arginina, lizina și leucina, stimulează puternic secreția de insulină;
- agoniștii α-adrenergici inhibă secreția de insulină; adrenalina prin α-recepție este un inhibitor fiziologic al secreției de insulină;
- somatostatina, produsă de celulele D din pancreas, prin acțiune paracrină, inhibă secreția de insulină;
- GIP (Gastric Inhibitory Polypeptide), polipeptid eliberat de mucoasa duodenală și jejunală la ingestia de glucoză, stimulează eliberarea de insulină; acțiunea GIP explică constatarea mai veche că glucoza administrată oral este un secretagog mai puternic pentru insulină decât glucoza administrată intravenos.

## Metabolism
Timpul de înjumătățire al insulinei este de 3-5 minute.Insulina este inactivată în principal în ficat, prin două mecanisme:
a) desfacerea legăturilor disulfidice interlanț printr-o reacție de schimb cu glutationul, catalizată de glutation-insulin transhidrogenază. Lanțurile A și B sunt degradate rapid prin proteoliză;
b) o protează specifică atacă molecula de insulină ca atare.

## Funcții

### Metabolismul glucidelor
- Insulina este cel mai important hormon în metabolismul glucidelor. Insulina contribuie în primul rând la micșorarea concentrației glucozei în sânge. Aceasta mărește permeabilitatea membranei celulare pentru glucide.
- Insulina de asemenea participă la transformarea glucozei în glicogen (substanță de rezervă), și la depozitarea glicogenului în ficat.
- Hipersecereția insulinică care are loc pe cale vagală, duce la o creștere a consumului tisular periferic de glucoză. Din această cauză în citoplasmă are loc o sinteză excesivă de lipide. Cunoscându-se acest efect se bazează administrarea terapeutică de doze mici și repetate de insulină pentru a se obține un efect hiperponderal.[4]

### Metabolismul lipidelor
Insulina participă la sinteza acizilor grași în ficat, stimulând lipogeneza. Aceasta de asemenea poate inhiba descompunerea lipidelor din țesutul adipos, prin inhibarea lipazei intracelulare.

### Metabolismul proteinelor
Insulina are un rol important în sinteza proteinelor, prin creșterea transportului de aminoacizi în cadrul celulelor. Poate astfel accelera sinteza proteinelor în cadrul mușchilor. 

### Alte funcții
- Poate stimula creșterea organismelor.

## Hipo- și hiperglicemie
Concentrația normală de glucoză în sângele omului trebuie să se mențină între 70 și 110 mg/dl. Dacă concentrația este mai mică de 70 mg/dl, atunci este hipoglicemie. Dacă concentrația se află între 110 – 180 mg/dl, atunci concentrația se menține în limite relativ normale, și poate semnifica că persoana dată a consumat de curând produse bogate în glucide. Dacă însă concentrația de glucoză este peste 180 mg/dl, atunci este un caz evident de hiperglicemie.

### Hipoglicemia
Hipoglicemia este starea în care apare o scădere in glucoză sub 60 mg/dl; se datorează aportului crescut de insulină.

## Boli legate de insulină
- Diabet
- Sindromul metabolic (SM)
- Boli cardiovasculare
- Sindromul ovarelor polichistice (SOP)
- Obezitate
- Hipertensiune arterială